# Masada Anniversary Edition Vol. 3: The Unknown Masada
 (novembre 2023).
Masada Anniversary Edition Vol. 3: The Unknown Masada est un album enregistré par différents groupes proches de John Zorn et de son label Tzadik, sorti en 2003 sur le label Tzadik. Chaque groupe joue une composition de Masada qui n'a pas été déjà enregistrée par le quartet original. Les compositions sont de John Zorn. Cet album fait partie de la série Masada Anniversary enregistrée à l'occasion des 10 ans de Masada.

## Titres
| 1.    | Kinyan (Erik Friedlander)  | 4:50 |
| 2.    | Olamim (Rashanim)          | 3:48 |
| 3.    | Vehuel (Dave Douglas)      | 5:32 |
| 4.    | Shofetim (Tatsuya Yoshida) | 3:02 |
| 5.    | Partzuf (Naftule's Dream)  | 4:22 |
| 6.    | Zarach (Jamie Saft)        | 6:57 |
| 7.    | Shagal (Zahava Seewald)    | 6:46 |
| 8.    | Herem (Koby Israelite)     | 5:06 |
| 9.    | Kadmut (Julian Kytasty)    | 4:44 |
| 10.   | Zemaraim (Fantômas)        | 3:34 |
| 11.   | Demai (Wadada Leo Smith)   | 6:22 |
| 12.   | Belimah (Eyvind Kang)      | 4:09 |
| 59:12 |                            |      |